# 美少女
美少女（びしょうじょ）は、一般的に未成年で容姿が可憐な少女または女児を指す。「美しい成人女性」を意味する美人や美女・別嬪のうち未成年や子供を指し、美少年に対義する概念としての少女や女児でもある。

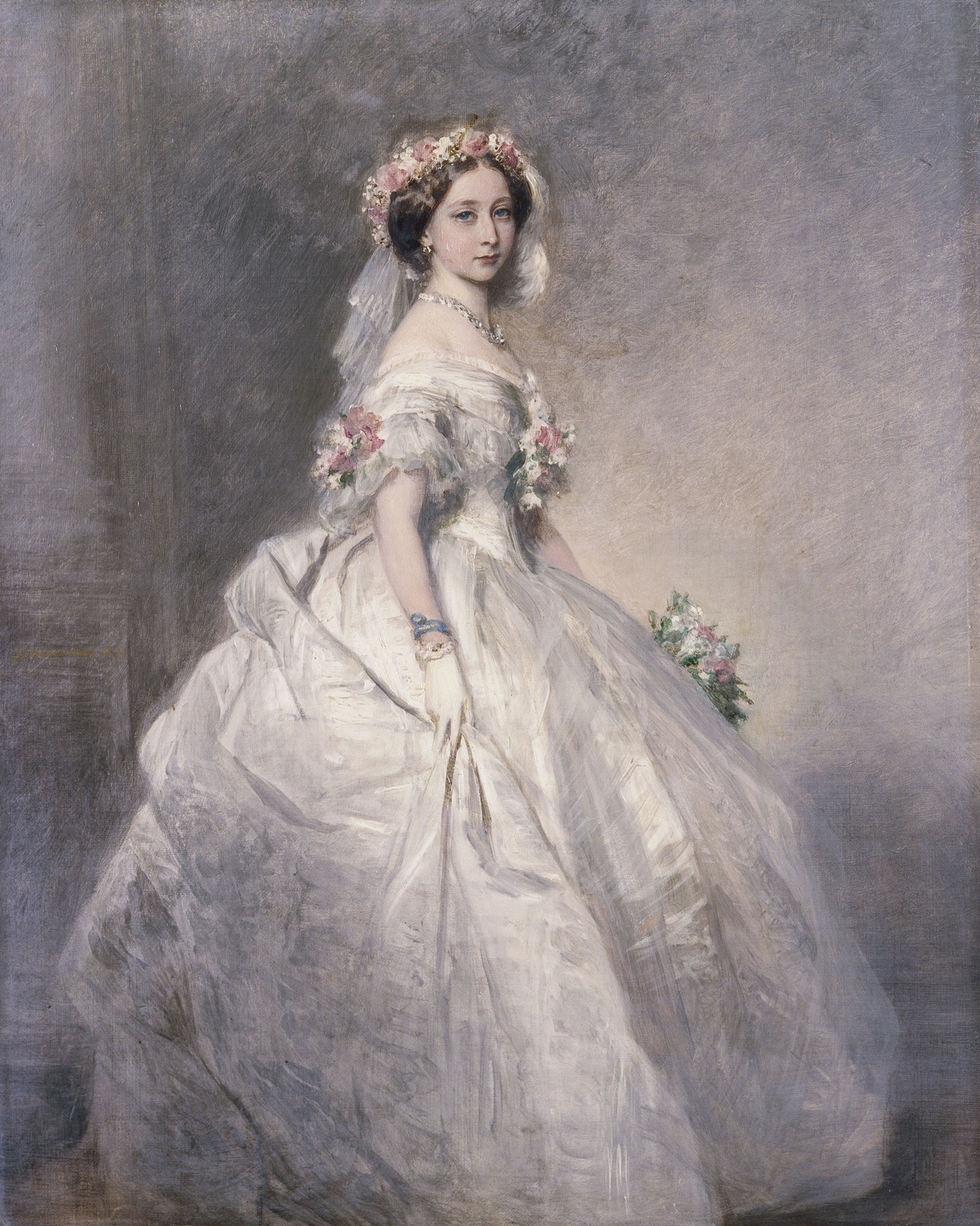
フランツ・ヴィンターハルター「アリス王女の絵姿」(1859年)

## 状況
美しい少女を讃える文化・社会的傾向は、現実とフィクションを含めて、多くの地域と時代で見られる。
フィクションの世界でも、ライトノベルを含む小説や映画、テレビドラマ、漫画、アニメ、コンピューターゲームに於いて、少年であるヒーローに相対したヒロインとして美少女が設定される作品が多数存在する。特に、これらのジャンルで好んで用いられるキーワードで、記号でもあると推測される。『美少女戦士セーラームーン』のように、美少女がタイトルの一部になっている作品もある。
メディアによっては、この言葉は少女を容姿で差別するもの（ルッキズム）だとして使用が差し控えられることがある。

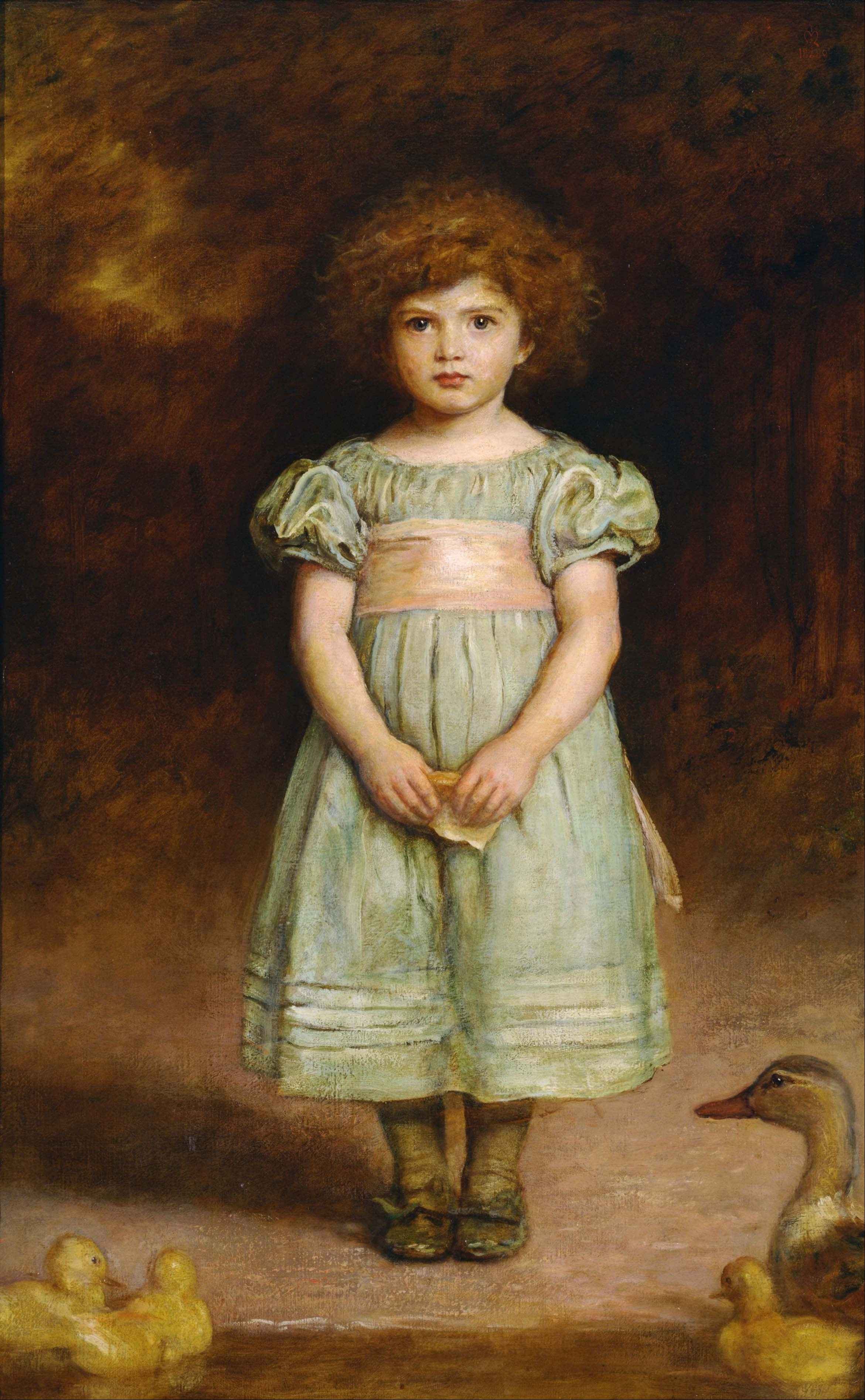
ジョン・エヴァレット・ミレー「あひるの子」（1889年）
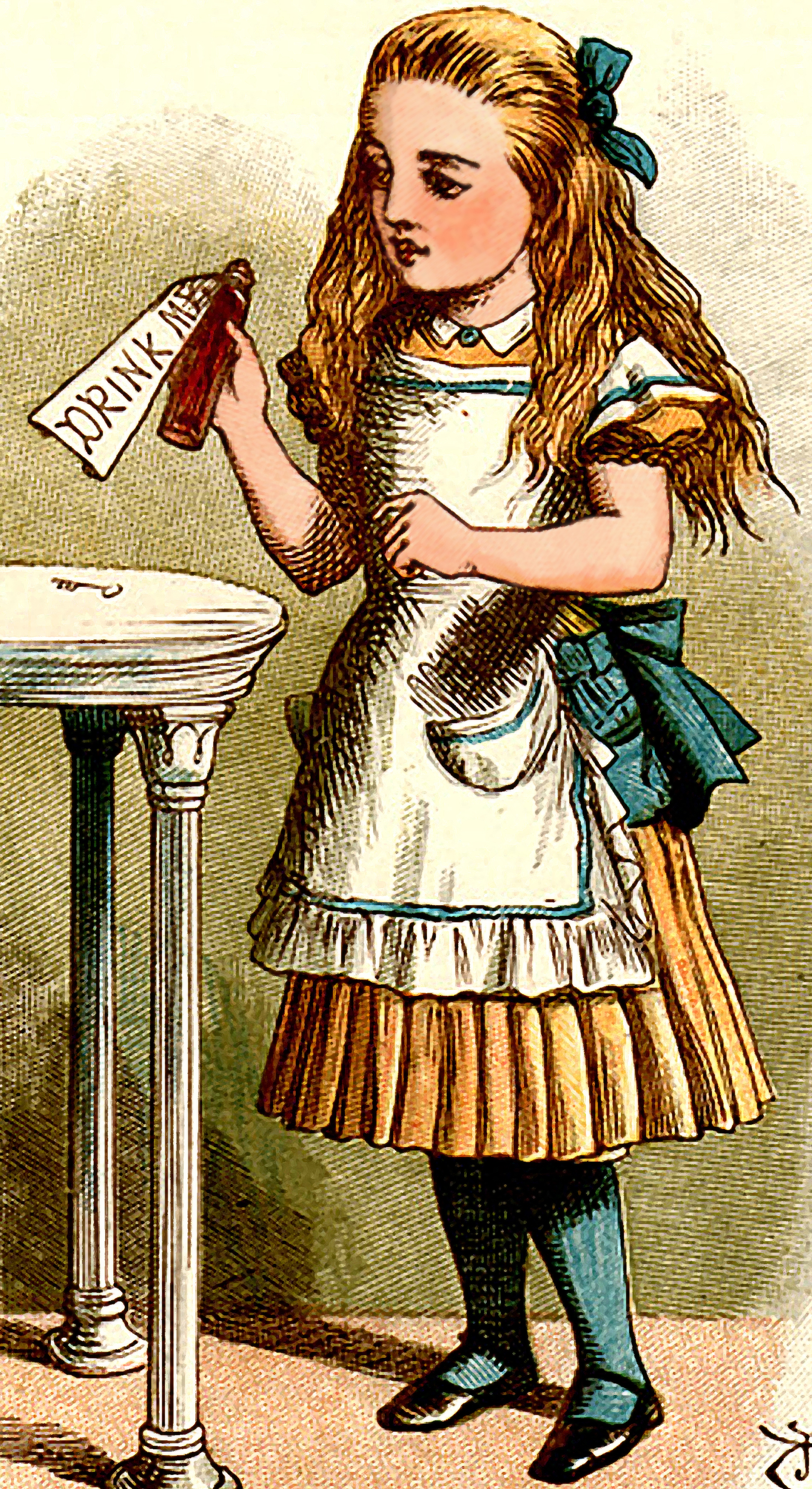
『不思議の国のアリス』(1865年)ジョン・テニエル挿絵
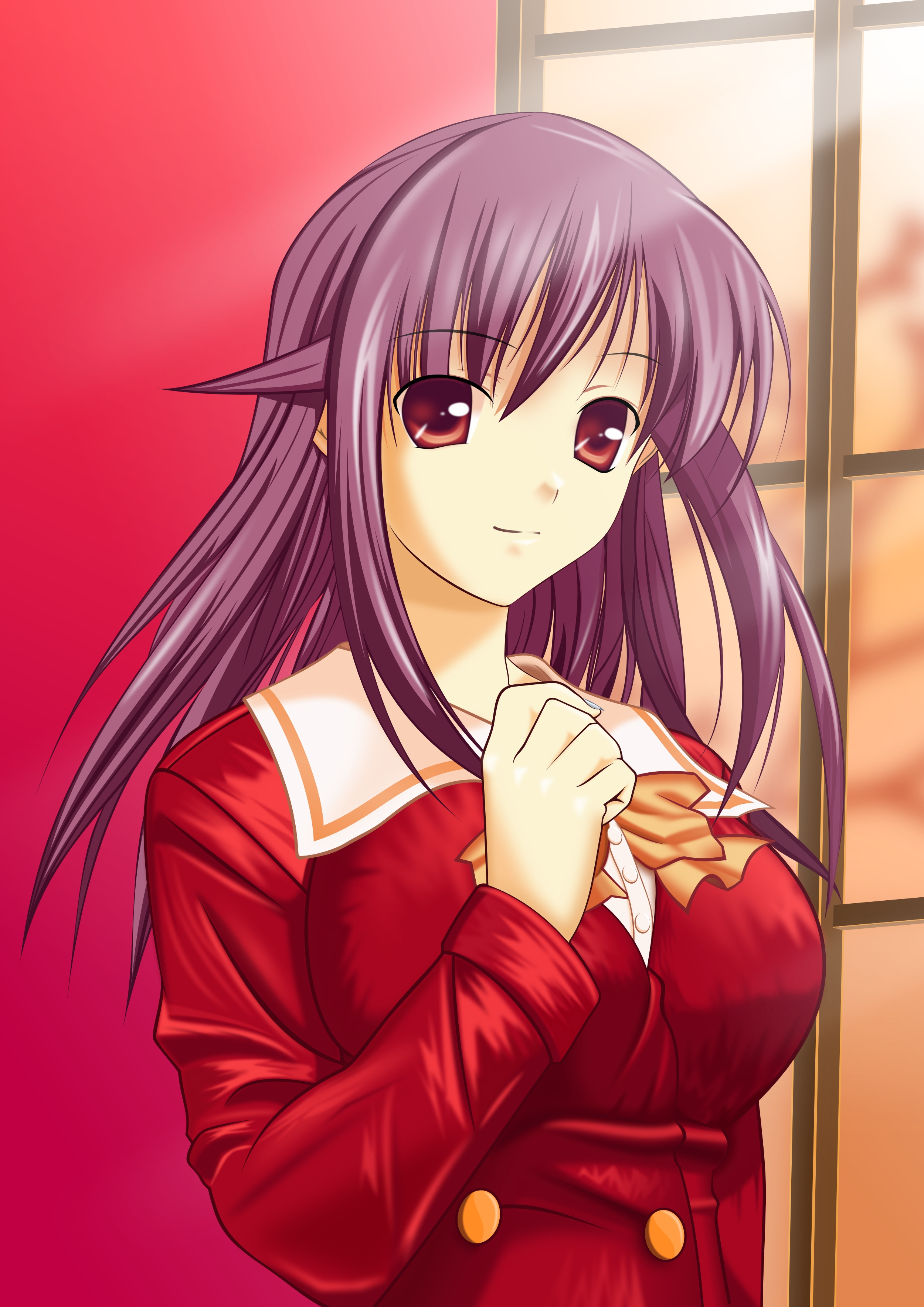
萌えキャラのイメージ画像「マフリ」

## 歴史

### 西洋
主題として扱った文物は特に文学の分野に多く見られ、挙げればきりがない。その中でも特に有名なものとしては白雪姫が挙げられよう。この物語におけるヒロインは白雪姫であり、彼女が彼女の母（王妃）を超えて「世界一美しい女性」になったのが7歳の時であるとされている。

### 日本
日本の古典文学の中で表された代表的な美少女像は、平安時代の『源氏物語』の若紫である。絶世の美男であるとされる光源氏は、数え年で10歳ほどの若紫に一目惚れし、かどわかして（＝拉致して）屋敷に住まわせ、自分の理想の女性に育て上げる事を画策する。この物語のプロットは後世の様々な物語に転化され、引き継がれている。
また、十六宵（いざよい）の物語なども挙げられる。彼女は元慶4年（880年）に九州で生を享け、その誕生日（8月16日）を縁として十六宵と名付けられた。この物語の縁の地である福岡県福岡市東区の翁別神社（おきなわけじんじゃ）に遺る史跡に「鏡の井」がある。これは「美しく成長した5歳」の彼女が、髪をくしけずったとされる井戸である。またその麗しい容姿が宇多天皇の勅使の耳に入り、彼女が内裏に迎え入れられたのが13歳の時であるとされている。

## その他
太宰治の短編小説の題名に『美少女』がある。一方、『広辞苑』には「美少年」はあるが「美少女」という項目は第五版まで存在しなかった。これは「少年という言葉は男子だけでなく女子も指す」という解釈、方針によるものである（女子少年院、またスポーツのカテゴリとして「少年女子」が存在する。ただし少女という単語自体は飛鳥時代から存在する）。2008年発行の第六版から「美少女」の項目が新たに加えられた。

## 美しい少女を表すことば
- fairy maid（古典英語） - バラードに良く登場する。
- ヨカオゴジョ（薩摩弁）
- ニンフェット（ニンフ）ウラジーミル・ナボコフ著『ロリータ』に登場する。